# Xanthopimpla latifrons
Xanthopimpla latifrons là một loài tò vò trong họ Ichneumonidae.